# Баголино
Баголино (итал. Bagolino) је насеље у Италији у округу Бреша, региону Ломбардија.
Према процени из 2011. у насељу је живело 2104 становника. Насеље се налази на надморској висини од 755 м.

## Становништво
Према резултатима пописа становништва 2011. у општини је живело 3.940 становника.
| 1931. | 1936. | 1951. | 1961. | 1971. | 1981. | 1991. | 2001. | 2011. |
| ----- | ----- | ----- | ----- | ----- | ----- | ----- | ----- | ----- |
| 5.104 | 5.035 | 5.295 | 4.930 | 4.298 | 4.209 | 4.062 | 3.919 | 3.940 |

## Партнерски градови
- Mozac
- Етинген ин Бауерн